# Landgoed het Haveke

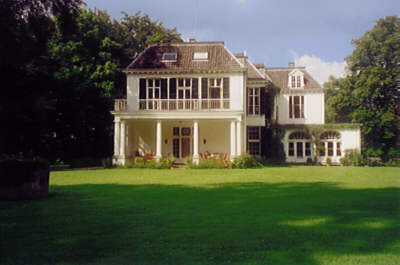
Landgoed het Haveke

Das Landgoed het Haveke (auch Landgoed ‘t Haveke) in der Mitte der Ortschaft Eefde in der niederländischen Provinz Gelderland, zwischen Deventer und Arnheim gelegen, ist ein 1860 letztmals umgebautes großes Herrenhaus, welches von einem 16 Hektar großen englischen Landschaftspark mit Wald und gepflegten Rasenflächen umgeben ist. Die mehrere Kilometer langen Spazierwege durch den Park können tagsüber frei begangen werden.

## Historisches
Das Landgoed het Haveke wurde im Jahre 1481 erstmals erwähnt, als „Herman ter Havick“ es seiner Frau zur Hochzeit schenkte.
Etwa um das Jahr 1860 wurde das alte Gebäude abgebrochen und das „Het Haveke“ neu errichtet und es wurde als Sommerhaus genutzt.  Nach diversen Umbauten ging es 1948 in den Besitz der Familie der Grafen von Rechteren-Limpurg-Speckfeld über. Vor einigen Jahren erbte es die Familie von Wedel-Kannenberg.

## Heute
In Teilen des Hauses werden regelmäßig Konzerte, Ausstellungen und andere kulturelle Veranstaltungen durchgeführt. Der das Haus umgebende Park (angelegt nach Plänen des Landschaftsarchitekten Leonard Anthony Springer) ist ein Naturdenkmal. Die gesamte Anlage steht aufgrund seiner kulturhistorischen Bedeutung als Rijksmonument unter besonderem Denkmalschutz.